# Andrej Baluďanskij
Andrej Baluďanskij (rusínsky Андрей Балудянскый, ukrajinsky Балудянський Андрій, 1807 – 1853) byl rusínský učitel a církevní historik Podkarpatské Rusi. Vyučoval církevní dějiny a kanonické právo na Užhorodském řeckokatolickém teologickém semináři (konec 40. let 19. století – začátek 50. let 19. století). V roce 1947 vydal latinsky psané dílo Církevní dějiny Nového zákona. Byl členem Prešovského literárního spolku, založeného v roce 1850 Alexandrem Duchnovičem.

## Dílo (výběr)
- BALUĎANSKIJ, A.: Istorija cerkovnaja novago zaveta. Wien 1851-1852.